# Cheng Fangming
Cheng Fangming (chinesisch 程方明; * 28. März 1994 in Shangzhi, Heilongjiang) ist ein chinesischer Biathlet. Er wurde 2012 Jugendolympiasieger und nahm an den Olympischen Spielen 2022 teil.

## Sportliche Laufbahn
Cheng Fangmings erster internationaler Auftritt erfolgte bei den Olympischen Jugendspielen 2012 in Innsbruck, wo er auf Anhieb das Sprintrennen gewinnen konnte und im Verfolger Bronze gewann, dabei musste er sich lediglich Niklas Homberg und Rene Zahkna geschlagen geben. Ende 2013 gab er in Idre sein Debüt im IBU-Cup und wurde in seinem zweiten Rennen sofort 19. Wenig später bestritt der Chinese in Hochfilzen auch erstmals Weltcuprennen, wurde in Oberhof Sprint-80. und lief auch erste Staffelrennen. Nach einer längeren Pause ab Dezember 2015 nahm Cheng erst zu Beginn der Saison 2019/20 wieder an Wettkämpfen teil. Dabei erzielte er beim eröffnenden Einzel in Östersund als 22. sofort erste Weltcuppunkte. In Oberhof wurde Cheng Sprint-27., bei der Weltmeisterschaft ging er ebenfalls an den Start. Bei den Wettkämpfen von Nové Město erzielte er im Sprint ohne Fehlschuss Platz 16 und qualifizierte sich daraufhin für seinen ersten Massenstart, den er auf Rang 24 abschloss. Im Endklassement platzierte sich der Chinese auf Rang 53.
Nachdem die chinesische Mannschaft den Winter 2020/21 coronabedingt ausließ, kam man zur Folgesaison wieder zurück. Nach einem nicht erfolgreichen ersten Trimester lief er in Oberhof bei schwierigen Bedingungen trotz eines Schießfehlers auf Rang 12, womit er sein bestes Ergebnis unterbot. Im Februar 2022 nahm er an den Olympischen Spielen in seinem Heimatland teil und erreichte nach zwei Top-35-Ergebnissen als erster männlicher Biathlet seines Landes einen olympischen Massenstart, den er als 30. und damit letzter abschloss. Seither trat Cheng zu keinem internationalen Wettkampf an.

## Statistiken

### Weltcupplatzierungen
Die Tabelle zeigt alle Platzierungen (je nach Austragungsjahr einschließlich Olympische Spiele und Weltmeisterschaften).
- 1.–3. Platz: Anzahl der Podiumsplatzierungen
- Top 10: Anzahl der Platzierungen unter den ersten zehn (einschließlich Podium)
- Punkteränge: Anzahl der Platzierungen innerhalb der Punkteränge (einschließlich Podium und Top 10)
- Starts: Anzahl gelaufener Rennen in der jeweiligen Disziplin
- Staffel: inklusive Mixed- und Single-Mixed-Staffeln

| Platzierung               | Einzel | Sprint | Verfolgung | Massenstart | Staffel | Gesamt |
| ------------------------- | ------ | ------ | ---------- | ----------- | ------- | ------ |
| 1. Platz                  |        |        |            |             |         |        |
| 2. Platz                  |        |        |            |             |         |        |
| 3. Platz                  |        |        |            |             |         |        |
| Top 10                    |        |        |            |             |         |        |
| Punkteränge               | 1      | 4      |            | 1           | 14      | 20     |
| Starts                    | 3      | 14     | 6          | 1           | 14      | 38     |
| Stand: Saisonende 2021/22 |        |        |            |             |         |        |

### Weltcupwertungen
Ergebnisse bei Weltcups (Disziplinen- und Gesamtweltcup) gemäß Punktesystem.
| Saison  | Einzel | Einzel | Sprint | Sprint | Verfolgung | Verfolgung | Massenstart | Massenstart | Gesamt | Gesamt |
| Saison  | Platz  | Punkte | Platz  | Punkte | Platz      | Punkte     | Platz       | Punkte      | Platz  | Punkte |
| ------- | ------ | ------ | ------ | ------ | ---------- | ---------- | ----------- | ----------- | ------ | ------ |
| 2019/20 | 42.    | 19     | 49.    | 39     | –          | –          | 43.         | 14          | 53.    | 72     |
| 2021/22 | –      | –      | 57.    | 40     | –          | –          | –           | –           | 73.    | 40     |

### Olympische Winterspiele
Ergebnisse bei Olympischen Winterspielen:
|                                        | Einzelwettbewerbe | Einzelwettbewerbe | Einzelwettbewerbe | Einzelwettbewerbe | Staffelwettbewerbe | Staffelwettbewerbe |
| Einzel                                 | Sprint            | Verfolgung        | Massenstart       | Herrenstaffel     | Mixedstaffel       |                    |
| -------------------------------------- | ----------------- | ----------------- | ----------------- | ----------------- | ------------------ | ------------------ |
| Olympische Winterspiele 2022 \| Peking | 69.               | 32.               | 22.               | 30.               | 16.                | 15.                |

### Biathlon-Weltmeisterschaften
Ergebnisse bei den Weltmeisterschaften:
| Weltmeisterschaften | Weltmeisterschaften | Einzelwettbewerbe | Einzelwettbewerbe | Einzelwettbewerbe | Einzelwettbewerbe | Staffelwettbewerbe | Staffelwettbewerbe | Staffelwettbewerbe |
| Jahr                | Ort                 | Einzel            | Sprint            | Verfolgung        | Massenstart       | Herrenstaffel      | Mixedstaffel       | S.-M.-Staffel      |
| ------------------- | ------------------- | ----------------- | ----------------- | ----------------- | ----------------- | ------------------ | ------------------ | ------------------ |
| 2020                | Antholz             | 56.               | 66.               | –                 | –                 | 18.                | –                  | 21.                |

### Juniorenweltmeisterschaften
Ergebnisse bei den Juniorenweltmeisterschaften:
| Weltmeisterschaften | Weltmeisterschaften | Einzelwettbewerbe | Einzelwettbewerbe | Einzelwettbewerbe | Herrenstaffel |
| Jahr                | Ort                 | Einzel            | Sprint            | Verfolgung        | Herrenstaffel |
| ------------------- | ------------------- | ----------------- | ----------------- | ----------------- | ------------- |
| 2015                | Minsk               | 33.               | 40.               | 44.               | 15.           |